# Kanton La Chapelle-Saint-Luc
Der Kanton La Chapelle-Saint-Luc war bis 2015 ein französischer Wahlkreis im Département Aube und in der Region Champagne-Ardenne. Er umfasste zwei Gemeinden im Arrondissement Troyes; sein Hauptort (frz.: chef-lieu) war La Chapelle-Saint-Luc. Die landesweiten Änderungen in der Zusammensetzung der Kantone brachten im März 2015 seine Auflösung. Vertreterin im Generalrat des Départements war zuletzt Marie-Françoise Pautras.
Der Kanton La Chapelle-Saint-Luc war 6,25 km² groß und hatte 11.919 Einwohner (Stand 2012). 

## Gemeinden
Der Kanton bestand aus einer Gemeinde und einem Teil von La Chapelle-Saint-Luc:
| Gemeinde              | Einwohner ; (Stand: 2022) | Code postal | Code Insee |
| --------------------- | ------------------------- | ----------- | ---------- |
| La Chapelle-Saint-Luc | 12.603                    | 10600       | 10081      |
| Les Noës-près-Troyes  | 3260                      | 10420       | 10265      |

## Bevölkerungsentwicklung
| 1990   | 1999   | 2006   | 2012   |
| ------ | ------ | ------ | ------ |
| 15.354 | 14.060 | 12.966 | 11.919 |